# Baha Lahcen
Baha Lahcen (Ait Aïssa, 1984) è un cantautore marocchino di lingua-madre berbera.
Nato nella regione dell'Atlante da una famiglia benestante, decide di finire i suoi studi nell'università di Agadir Ibn Zohr.
Qui ad Agadir tra un libro e l'altro nel tempo libero soleva intrattenere i suoi coinquilini (esso infatti viveva in via Dakhla n.65 una casa divenuta famosa nel tempo tra i giovani berberi dell'Atlante) con la sua chitarra e le sue canzoni.
Dopo aver finito di studiare decise di iniziare davvero a cantare ma non solo con gli amici, proprio come lavoro.
Le sue canzoni parlano delle sue radici, della giustizia e di politica.

## Discografia
- Tamazight (canzone in onore del grande cantante cabilo Matoub Lounès morto nel 1998)
- Aghrabbu
- Ayd ur iri zin tamunt
- Lintikhabat
- Bougafr